# Starcross (Regno Unito)
Starcross è un villaggio e parrocchia civile dell'Inghilterra, appartenente alla contea del Devon.